# ペドロ・シモンイス
ペドロ・ミゲル・ゴンサルヴェス・シモンイス（Pedro Miguel Gonçalves Simões 、1999年2月5日 - ）は、ポルトガル・アルブフェイラ出身のプロサッカー選手。ロウレターノ所属。ポジションは、ミッドフィールダー。

## 来歴
2018年12月16日、リーガプロのエストリル・プライア戦でプロデビューを果たした。2020年1月9日、CFエスペランサ・ラゴスに2019-20シーズン終了までローン移籍に出された。